# Дев'ять страв
Neunerlei — це старовинний різдвяний звичай, який культивується напередодні Різдва в Рудних горах, а також частково у Фогтланді та Егерланді. Основою Neunerlei (діалектне Neinerlaa) є різдвяна трапеза, що складається з дев'яти страв (або їх компонентів), які можуть сильно відрізнятися. Педагог і письменник Карл Сьюарт пов'язує кількість страв з християнською релігією: «Дев'ять, як тричі по три, тісно пов'язана з християнською Трійцею Божою. Це число ангельських хорів. Через дев'ять планетарних сфер людина приходить до місця спокутування, небесний шлях душі проходить через дев'ять рівнів спокути. Квадратне число дев'яти, 81, — це число вічності».
Про Neunerlei вже співали у 1799 році в Heilig-Obnd-Lied («M'r ham aah Neinerlaa cooked, aah Worscht un Sauerkraut…»). Максу Шраєру належить вірш 1896 року «Mir habn heit Kließ un Sauerkraut un Sellerisolat. De Klaane ißt de Kließ net gern, die kriegt e Rauche Mad». Також з XIX століття є повідомлення з Франконії, які вказують на те, що поєднання дев'яти різних страв в одній страві не обмежувалося Рудними горами. Навіть для польської різдвяної вечері Вігілія, яка з середини XX століття зазвичай складається з дванадцяти страв, відомі також рецепти з дев'ятьма стравами. До XIX століття, тобто до появи першої традиції дев'ятиразового харчування, точна кількість страв зазвичай визначалася кожним домогосподарством самостійно — не в останню чергу в залежності від власного економічного становища. Традиція польської різдвяної вечері простежується щонайменше з часів правління Яна III Собеського, тобто з XVII століття.

## Приклад

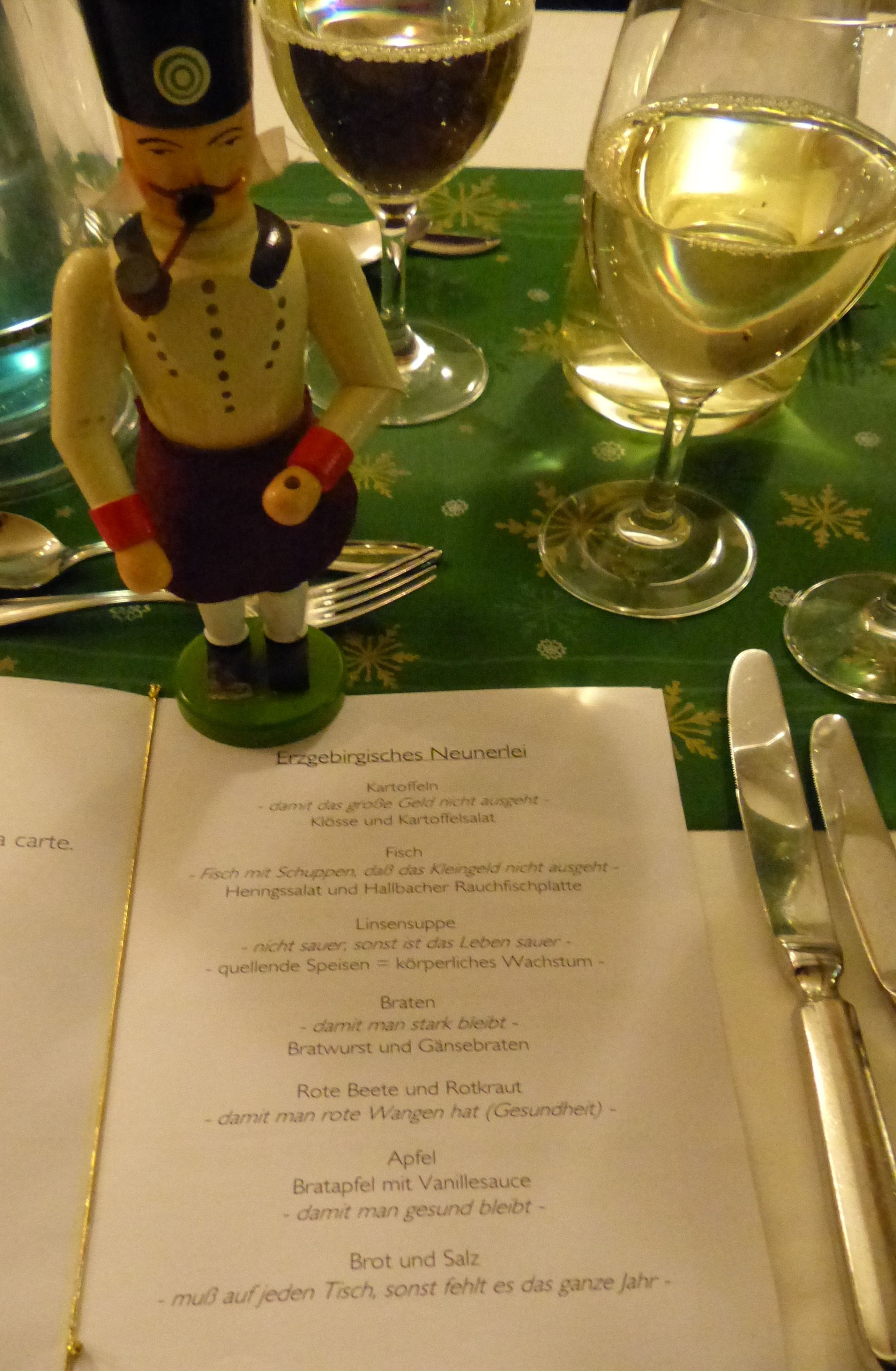
Картка Neunerlei від Saigerhütte Grünthal

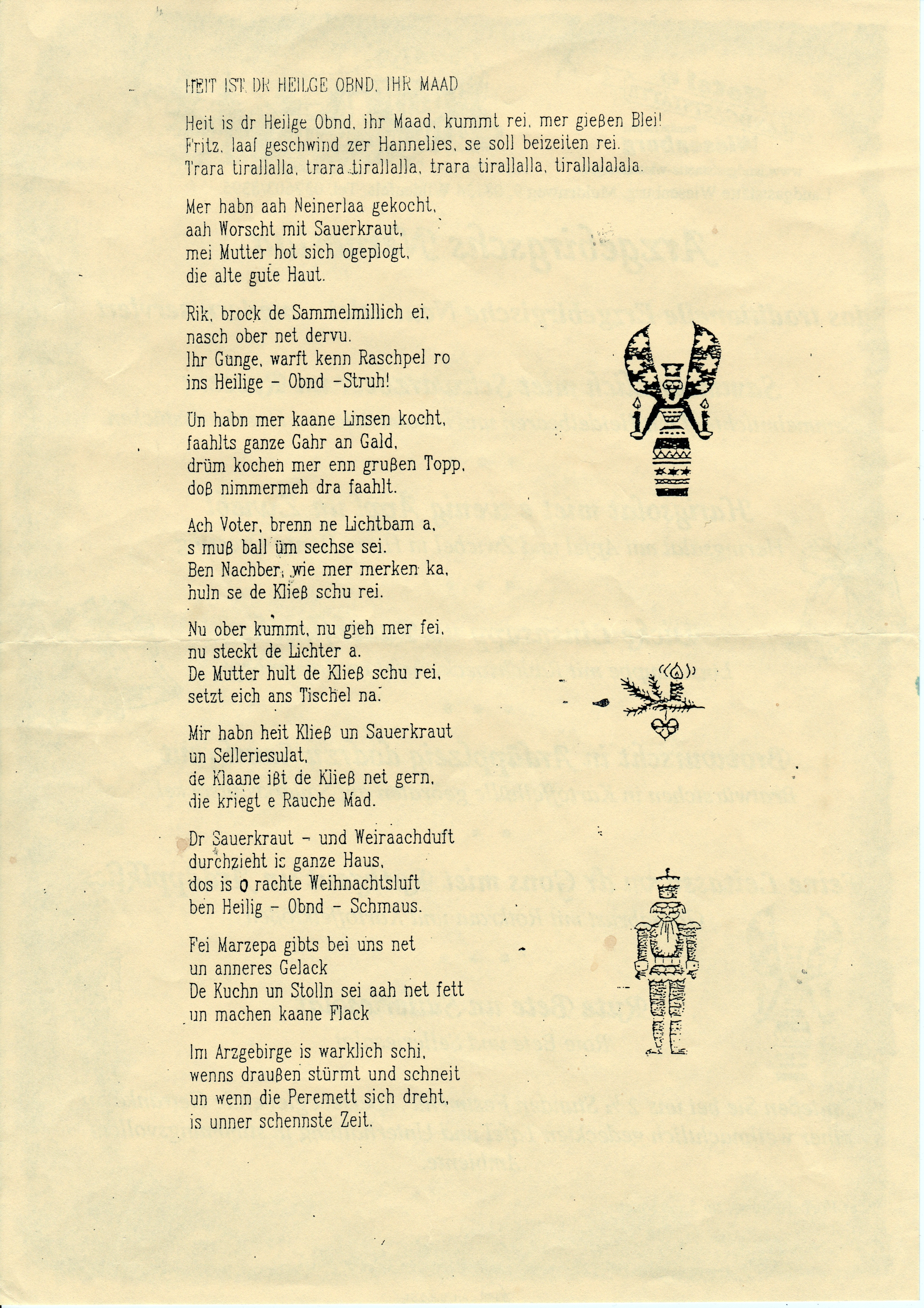
«Noerlaastrophen» Heilig-Obnd-Lied на звороті відповідної картки меню

Прикладом такої страви може бути ковбаса з вареними картопляними галушками, квашеною капустою і розтопленим вершковим маслом. На десерт — селера, потім суп з сочевиці і, нарешті, компот з чорниці. На столі завжди готові хліб — сіль.
Окремі страви та інгредієнти меню мають певне значення:
- Братвурст означає збереження сердечності та сили («що доводить смолистість і силу»),
- Квашена капуста означає, що життя не прокисає («щоб енс лабн не прокисав»),
- Сочевиця означає, що у вас не закінчиться здача («doß ens klaane Gald net ausgiecht»),
- Пельмені, короп і оселедець означають, що великі гроші не закінчуються («хіба це не привіт Gald fahlt»),
- Гусак, свиняча печеня та кролик означають, що удача залишається вірною вам («doß ens Gelick trei blebt»),
- Компот означає те, що можна насолоджуватися життям («doß m'r 's whole Laabn kah free»),
- Хлібне молоко означає, що людина не хворіє («doess en de Nos net truppt in neie Gahr» або пахта, «doess mr ka Koppwiting (головний біль) має/повзає»),
- Горіхи чи мигдаль означають, що в наступному році повсякденне життя буде добре («що там Labnswogn їздить добре змащений»).
- Нарешті, кажуть, що гриби або буряк приносять радість, щастя та здоров'я («Freid un Gelick un rute Backen») або означають гарний ріст зерна.

Нойнерлей супроводжується численними іншими звичаями напередодні Різдва, такими як різдвяний вогник у люстрі, солома під скатертиною, дріб'язок під тарілкою і додаткове сервування для іноземного (бідного) гостя. Залишки дев'яти страв з'їдають наступного дня. Вставати під час їжі не рекомендується («інакше вас обкрадуть» або «інакше кури переплутають ваші яйця»). Також заведено загортати сіль і хліб у скатертину і залишати на ніч.
Напередодні Різдва «Нойнерлей» супроводжується численними іншими звичаями, такими як різдвяний вогник у люстрі, солома під скатертиною, дріб'язок під тарілкою і додаткове сервірування для іноземного (бідного) гостя. Залишки їжі з дев'яти страв з'їдаються на наступний день. Вставати під час їжі не рекомендується («а то тебе пограбують» або «а то кури тобі яйця знесуть»). Також заведено загортати сіль і хліб у скатертину і залишати на ніч.